# 岐鰭深巨口魚
岐鰭深巨口魚（学名：Bathophilus digitatus）为輻鰭魚綱巨口鱼目巨口鱼科的其中一種。分布于全球三大洋熱帶及亞熱帶海域，為深海魚類，棲息深度75-550公尺，體長可達17公分。

## 扩展阅读
維基物種上的相關：岐鰭深巨口魚